# Joseph M. Baldacchino
Joseph Mary Baldacchino (* 16. September 1922 in Valletta; † 21. Juni 2006) war ein maltesischer Politiker der Partit Laburista (PL). Er war Sprecher des Repräsentantenhauses (Speaker of the House).

## Biografie
Nach dem Schulbesuch trat er 1941 in das Royal Army Ordnance Corps (RAOC) ein, dem Versorgungs- und Nachschubkorps der British Army, und gehörte diesem bis 1966 an.
Seine politische Laufbahn begann er 1951, als er zum Stellvertretenden Sekretär der Partit Laburista der Stadt Gżira gewählt wurde. 1959 folgte seine Wahl zum Mitglied des Nationalen Exekutivkomitees und zugleich seine Ernennung zum Stellvertretenden Generalsekretär der PL. Dieses Amt übte er bis 1962 aus.
Bei der Wahl zum ersten Parlament des unabhängigen Maltas 1962 kandidierte er zunächst erfolglos für ein Mandat im Repräsentantenhaus. Erst bei der folgenden Wahl 1966 wurde er als Kandidat der Labour Party zum Abgeordneten des Parlaments gewählt, wo er zunächst die Interessen des Wahlkreises 7 vertrat. Dabei wurde er trotz des höheren prozentualen Stimmenanteils des Erstplatzierten Michael A. Refalo gewählt. Bei den Wahlen 1971 und 1976 wurde er jeweils als Abgeordneter wieder gewählt, wobei er zuletzt bis 1981 den Wahlkreis 10 vertrat.
1971 wurde er zum Sekretär und Parlamentarischen Geschäftsführer (Whip) der Fraktion der PL im Repräsentantenhaus gewählt. Zwischen November 1976 und November 1981 war er Stellvertretender Sprecher des Parlaments. Obwohl es ihm nicht gelang, sein Mandat bei der Wahl 1981 zu verteidigen, rückte er doch 1986 als Nachfolger des verstorbenen Dr. Patrick Holland als Abgeordneter nach. Als solcher war er zunächst Vorsitzender des Ausschusses für die Arbeit der Gerichte.
Im Februar 1987 wurde er als Nachfolger von Paul Xuereb zum Sprecher des Repräsentantenhauses (Speaker of the House). Bereits im Juli 1987 folgte ihm Jimmy Farrugia als Speaker of the House.
1996 erhielt er neben einer Reihe weiterer Politiker die Gedenkmedaille zum 75. Jahrestag der maltesischen Selbstverwaltung. Neben ihm würdigte das Repräsentantenhaus im Jahre 2006 auch zwei weitere verstorbene Speaker of the House: Kalcidon Agius und Jimmy Farrugia.